# Cryptolabis bisinuatis
Cryptolabis bisinuatis là một loài ruồi trong họ Limoniidae. Chúng phân bố ở miền Tân bắc.